# MacOS Server
macOS Server是蘋果公司的一個伺服器操作工具。它是运行于macOS之上的应用软件，包括用于伺服器的額外功能，應用和系統管理工具，並用於管理和部署伺服器。早期的macOS Server是一套独立的操作系统，但从Lion起，它只作为一个工具套件存在。macOS Server预装于Mac Mini Server和Mac Pro中。现在它也在Mac App Store中單獨銷售，並可用于任何运行OS X El Capitan以上的Mac。
2022 年 4 月 21 日，苹果公司宣布放弃对 macOS Server 操作系统的支持。

## 版本歷史

### Mac OS X Server 1.0 (Rhapsody)
第一個版本的Mac OS X Server是Mac OS X Server 1.0。Mac OS X Server 1.0是基於Rhapsody5.3，混合予從NeXT Computer的OPENSTEP以及Mac OS 8.5.1。

### Mac OS X Server 10.0 (Cheetah Server)
發佈日期: 2001年5月21日
Mac OS X Server 10.0包含新的Aqua用戶界面、Apache、PHP、MySQL、Tomcat、WebDAV支持、Macintosh Manager及NetBoot。

### Mac OS X Server 10.1 (Puma Server)
發佈日期：2001年9月25日

### Mac OS X Server 10.2 (Jaguar Server)
發佈日期：2002年8月23日
新功能
- Mac OS X Server 10.2包括Open Directory user及檔案管理，而這一版本是基於LDAP的，當開始放棄NeXT-originated的NetInfo架構，新的工作群組管理器的配置界面顯著改善。同時，該版本對NetBoot及NetInstall有重大更新。開始支持許多常見的網絡服務如NTP, SNMP, web server (Apache), mail server (Postfix and Cyrus), LDAP (OpenLDAP), AFP以及print server. The inclusion of Samba version 3 allows tight integration with Windows clients and servers. MySQL v4.0.16及PHP v4.3.7也包括在內。

### Mac OS X Server 10.3 (Panther Server)
發佈日期：2003年10月24日
新功能
- Mac OS X Server 10.3包括Open Directory user及檔案管理，而這一版本是基於LDAP的。新的工作群組管理器的配置界面顯著改善。同時，該版本對NetBoot及NetInstall有重大更新。開始支持許多常見的網絡服務如NTP, SNMP, web server (Apache), mail server (Postfix and Cyrus), LDAP (OpenLDAP), AFP以及print server. The inclusion of Samba version 3 allows tight integration with Windows clients and servers. MySQL v4.0.16及PHP v4.3.7也包括在內。

### Mac OS X Server 10.4 (Tiger Server)
發佈日期：2005年4月29日
新功能
- Mac OS X Server 10.4增加對64位元的應用程序支持，訪問及控制列表，Xgrid,link aggregation，電子郵箱中的垃圾郵件過濾（SpamAssassin），病毒檢測（ClamAV）, Gateway Setup Assistant，軟件更新伺服器，使用Jabber的iChat伺服器以及weblogs。

在2006年8月10日，蘋果公司宣布的第一個通用二進制發布的Mac OS X Server，是10.4.7，同時支持PowerPC及Intel的處理器。同時，蘋果公司宣布推出新的Intel-based Mac Pro及Xserve系統。

### Mac OS X Server 10.5 (Leopard Server)
發佈日期：2007年10月26日
新功能
- Podcast Producer是個完備的點對點方案，可編碼、發佈及播送高品質的podcast。Podcast Producer最適於用在員工訓練、大學課程—或任何公司所需的影音podcast— 它簡化一切流程，方便您錄製內容、編碼及發佈podcast，以便於iTunes與iPod、iPhones與Apple TV上播放。
- Wiki Server:Mac OS X Server可讓群組成員透過他們自己利用wiki架設的Intranet網站，伴隨著群組行事曆、部落格與郵遞名單等等，彼此溝通協調合作。只要按幾下，使用者便能建立並編輯wiki網頁、標籤，以及交互參照的內容，上傳檔案與照片，加入評註，且利用點選以搜尋內容。
- iCal Server是Mac OS X Server上第一個行事曆伺服器。現在，在工作群組、小型企業或大型公司裡，無論共享行事曆、安排會議，或協調事件都很容易。以開放標準通訊協定建構的iCal Server，整合首要的行事曆應用程式。跟其它行事曆應用方案不同的是，iCal Server並不會根據使用者數量收取授權費，因此當您的企業成長時，也不需支付更多額外的授權費用。

### Mac OS X Server 10.6 (Snow Leopard Server)
發佈日期：2009年8月28日
新功能
- 完全的64位元操作系统。
- 支持ZFS讀寫。
- iCal Server 2改進對CalDAV的支援，一個新的Web日曆應用，發送電子郵件邀請非iCal用戶。
- Podcast Producer 2支持雙源視訊，GUI工作流程編輯器供選擇影片，transitions，標題，水印及effects。
- 可使用CardDAV議定書在多台計算機分享Address Book Server。
- OpenCL利用GPU進行高性能計算的應用程序。
- 提供傳送Push Notifications到你的iPhone或Macbook上的Push Notification Server。
- Address Server以新興的CardDAV規格為基礎，利用WebDAV來交換vCards，讓使用者能在多部電腦間共享個人和群組聯絡資訊及遠端存取聯絡資訊，不受LDAP綱要限制亦無其安全性問題。
- 郵件服務採用Dovecot的POP和IMAP，而不是Cyrus。

### Mac OS X 10.7 (Lion Server)
發佈日期：2011年7月20日

### OS X 10.8 (Mountain Lion Server)
發佈日期：2012年7月25日

### OS X 10.9 (Mavericks Server)
發佈日期：2013年10月22日
新功能
- 針對OS X Mavericks和iOS 7的更新內容。
- SMB2是檔案共享的新預設通訊協定，提供更佳的效能、更強的安全性並改進了Windows的相容性。
- 「快取伺服器2」能加速通過App Store、Mac App Store、iTunes Store、iTunes U、軟體更新和「OS X回復」印象檔的軟體傳送。
- 「描述檔管理程式」支援OS X Mavericks和iOS 7，並且能分配從「大量採購方案」購買機構授權App和書籍。
- 「Xcode伺服器」能讓Mac和iOS的開發團隊更輕鬆地製作穩定可靠的軟體，這都歸功於連續整合、測試和儲存庫託管服務。
- Time Machine伺服器支援配額功能，能設定可使用的儲存空間數量限制。

### OS X 10.10 (Yosemite Server 4.0)
發佈日期：2014年10月16日

### OS X 10.11 (Server 5.0)
發佈日期：2015年9月16日
现在，iOS 9 用户可以在 OS X Server 上打开、编辑和保存文档。你可以通过任何共享点，与你的 Mac、PC，或者与 iPhone 或 iPad 上的 Pages 等 app 共享文档。OS X Server 配备高速缓存服务器，能加速下载你保存在 iCloud 中的个人数据，包括照片和 iCloud Drive。同时，描述文件管理器可以让你更轻松地管理 iOS 9 和 OS X El Capitan 中的新功能。

### OS X 10.11 (Server 5.1)
發佈日期：2016年3月21日

### macOS 10.12 (Server 5.2)
發佈日期：2016年9月20日

### macOS 10.12 (Server 5.3)
發佈日期：2017年3月17日

### macOS 10.13 (Server 5.4)
發佈日期：2017年9月25日

### macOS 10.13.3 (Server 5.5)
發佈日期：2018年1月23日

### macOS 10.13.5 (Server 5.6)
發佈日期：2018年4月24日

### macOS 10.14 (Server 5.7)
發佈日期：2018年9月28日

### macOS 10.14 (Server 5.8)
發佈日期：2019年3月25日

### macOS 10.15 (Server 5.9)
發佈日期：2019年10月8日

### macOS 10.15 (Server 5.10)
發佈日期：2020年4月1日

### macOS 11 (Server 5.11)
發佈日期：2020年12月15日

### macOS 11 (Server 5.11.1)
發佈日期：2021年5月

### macOS 12 (Server 5.12)
發佈日期：2021年12月8日

## 停止服务
2022 年 4 月 21 日，苹果宣布，他们将停止对macOS Server的支持。但同时，苹果也表示，在macOS Server中最受欢迎的几个功能（如缓存服务器、文件共享服务器和时间机器服务器等）已内置于macOS High Sierra 及更高版本的macOS中，因此用户仍然可以在macOS中使用这些功能。而现在的macOS Server用户仍可以在macOS Monterey中下载该应用程序，并继续在macOS Monterey中使用。

## 伺服器管理工具
Mac OS X Server配備了各種伺服器管理工具，可以安裝在非蘋果公司的伺服器中:
- Server Admin（英语：Server Admin (application)）伺服器管理
- Server Preferences伺服器設定
- Server Assistant（英语：Server Assistant）伺服器助理
- Server Monitor（英语：Server Monitor）伺服器監控
- System Image Utility（英语：System Image Utility）系統圖像工具
- Workgroup Manager（英语：Workgroup Manager）群組管理器
- Xgrid Admin（英语：Xgrid Admin）

## 系統要求
OS X Mountain Lion
|                | 要求        |
| -------------- | ----------- |
| 處理器         | Intel處理器 |
| 內存容量的要求 | 2GB         |
| 可用硬盤空間   | 20GB        |

Podcast Producer需求

- Podcast Capture:配備Mac OS X v10.6或Mac OS X Server v10.6的Mac

- Podcast Producer：配備Mac OS X Server v10.6、每個核心2GB記憶體以及具Quartz Extreme功能的視訊晶片組。要達到最佳效能，建議使用Xsan叢集檔案服務。

Wiki Server需求

與Wiki Server互動須有現代網頁瀏覽器，如：
- Safari 3或4 (Mac OS X, Windows)
- Safari (iPhone, iPod touch)
- Internet Explorer 7＋
- Firefox 3

## 技術規格
| 檔案與列印服務 - Mac (AFP, AppleTalk PAP, IPP) - Windows (SMB/CIFS, IPP) - UNIX及Linux (NFS, LPR/LPD) - Internet (FTP, WebDAV) 目錄服務與認證 - Open Directory (OpenLDAP, Kerberos, SASL) - NT Domain Services (Samba 3) - Backup Domain Controller (BDC) - LDAP directory connector - Active Directory connector - BSD configuration files (/etc) - RADIUS 郵件服務 - SMTP（Postfix） - POP及IMAP (Cyrus) - SSL/TLS encryption (OpenSSL) - Mailing lists (Mailman) - Webmail（SquirrelMail） - Junk mail filtering (SpamAssassin) - Virus detection (ClamAV) 行事曆功能 - iCal Server (CalDAV, iTIP, iMIP) 網站建置 - Apache web server (2.2及1.3) - SSL/TLS (OpenSSL) - WebDAV - Perl (5.8.8), PHP (5.2), Ruby (1.8.6), Rails (1.2.3) - MySQL 5 - Capistrano, Mongrel | 合作服務 - Wiki Server（RSS） - iChat Server 2 (Jabber/XMPP) 應用程式伺服器 - Apache Tomcat（6） - Java virtual machine (J2SE) - WebObjects Deployment (5.4) - Apache Axis（SOAP） 媒體串流播送 - QuickTime Streaming Server 6 - QuickTime Broadcaster 1.5 用戶端管理 - 管理偏好設定 - NetBoot - NetInstall - 軟件更新伺服器 - 可攜式個人專屬目錄 網絡及VPN - DNS server (BIND 9) - DHCP server - NAT server - VPN server (L2TP/IPSec、PPTP) - Firewall（IPFW2） - NTP | 分散式計算 - Xgrid 2 高可用性功能 - 自動復原 - 檔案系統日誌 - IP故障轉移 - 軟體RAID - 磁碟空間監控 檔案系統 - HFS+ (journaled, case sensitive) - 唯讀: UFS及ZFS 管理功能 - Server Assistant - Server Admin - Server Preferences - Server Status widget - Workgroup Manager - System Image Utility - Secure Shell（SSH2） - Server Monitor - RAID Utility - SNMPv3 (Net-SNMP) |

## 語言
Mac OS X Server可在下列語言下使用：
- 英文
- 日文
- 法文
- 德文
- 简体中文
- 荷兰语
- 意大利语
- 韩语
- 西班牙语
- 繁体中文

## 外部連結
- 官方网站
- Mac OS X Server Documentation
- Technology Briefs
- Security Guides